# Coupe continentale féminine de beach-volley 2010-2012 (Amérique du Sud)
10 pays se disputent la place qualificative de beach volley féminin pour les Jeux olympiques 2012.

## Pays participants
- Argentine
- Bolivie
- Brésil
- Chili
- Colombie
- Équateur
- Paraguay
- Pérou
- Uruguay
- Venezuela

## Format de la compétition

### Phase de sous-zone
Les équipes sont réparties en cinq rencontres. Le vainqueur de chaque rencontre se qualifie pour la phase de zone.

### Phase de zone
1 groupe de 5 équipes. Toutes les paires présentes rencontrent les paires des autres pays. Le classement se fait au nombre de victoires. Les quatre premiers se qualifient pour la finale continentale

### Finale continentale
1 groupe de 4 équipes. Même format que la phase de zone. La meilleure équipe non encore qualifiée obtient un ticket pour les JO. Les deux équipes suivantes sont qualifiées pour le tournoi international de qualification olympique.

## Sous-zone

### Composition des groupes
| Groupe A                             | Groupe B                     | Groupe C                             | Groupe D                           | Groupe E                                      |
| ------------------------------------ | ---------------------------- | ------------------------------------ | ---------------------------------- | --------------------------------------------- |
| Lieu : Bucaramanga Paraguay Colombie | Lieu : La Paz Brésil Bolivie | Lieu : Mar del Plata Argentine Pérou | Lieu : Esmeraldas Uruguay Équateur | Lieu : San Juan de los Morros Venezuela Chili |

### Groupe A
|  | Finale   |   |
|  |          |   |
|  |          |   |
|  |          |   |
|  | Colombie | 4 |
|  | Colombie | 4 |
|  | Paraguay | 0 |
|  | Paraguay | 0 |

### Groupe B
|  | Finale  |   |
|  |         |   |
|  |         |   |
|  |         |   |
|  | Bolivie | 0 |
|  | Bolivie | 0 |
|  | Brésil  | 2 |
|  | Brésil  | 2 |

### Groupe C
|  | Finale    |   |
|  |           |   |
|  |           |   |
|  |           |   |
|  | Argentine | 4 |
|  | Argentine | 4 |
|  | Pérou     | 0 |
|  | Pérou     | 0 |

### Groupe D
|  | Finale   |   |
|  |          |   |
|  |          |   |
|  |          |   |
|  | Uruguay  | 3 |
|  | Uruguay  | 3 |
|  | Équateur | 1 |
|  | Équateur | 1 |

### Groupe E
|  | Finale    |   |
|  |           |   |
|  |           |   |
|  |           |   |
|  | Venezuela | 4 |
|  | Venezuela | 4 |
|  | Chili     | 0 |
|  | Chili     | 0 |

## Zone

### Composition du groupe
| Groupe                                                     |
| ---------------------------------------------------------- |
| Lieu : Guatapé Argentine Brésil Colombie Uruguay Venezuela |

### Classement
| # | Équipe    | Pts | J  | G  | Gt | Pt | P | Sp | Sc | Ratio | Pp | Pc | Ratio |
| 1 | Brésil    | 31  | 16 | 12 | 3  | 0  | 1 | 30 | 5  | 6     | 0  | 0  |       |
| 2 | Argentine | 26  | 16 | 8  | 2  | 1  | 5 | 21 | 14 | 1.5   | 0  | 0  |       |
| 3 | Uruguay   | 21  | 16 | 4  | 1  | 3  | 8 | 13 | 23 | 0.565 | 0  | 0  |       |
| 4 | Venezuela | 21  | 16 | 4  | 1  | 2  | 9 | 12 | 23 | 0.522 | 0  | 0  |       |
| 5 | Colombie  | 21  | 16 | 3  | 2  | 2  | 9 | 12 | 24 | 0.5   | 0  | 0  |       |